# Chaim Topol

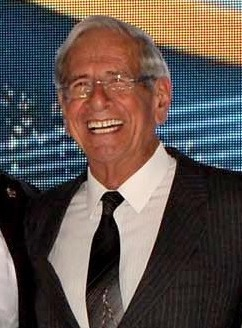
Chaim Topol, 2013.

Chaim Topol (hebreiska: חיים טופול), oftast känd som enbart Topol, född 9 september 1935 i Tel Aviv, död 8 mars 2023 i Tel Aviv, var en israelisk skådespelare.

## Filmografi i urval
- 1964 – Sallah Shabati
- 1966 – Skuggan av en jätte
- 1971 – Spelman på taket
- 1975 – Galileo
- 1980 – Blixt Gordon
- 1981 – Ur dödlig synvinkel
- 1983 – Krigets vindar (TV-serie)
- 1988–1989 – Krig och hågkomst (TV-serie)